# Georg August Wallin

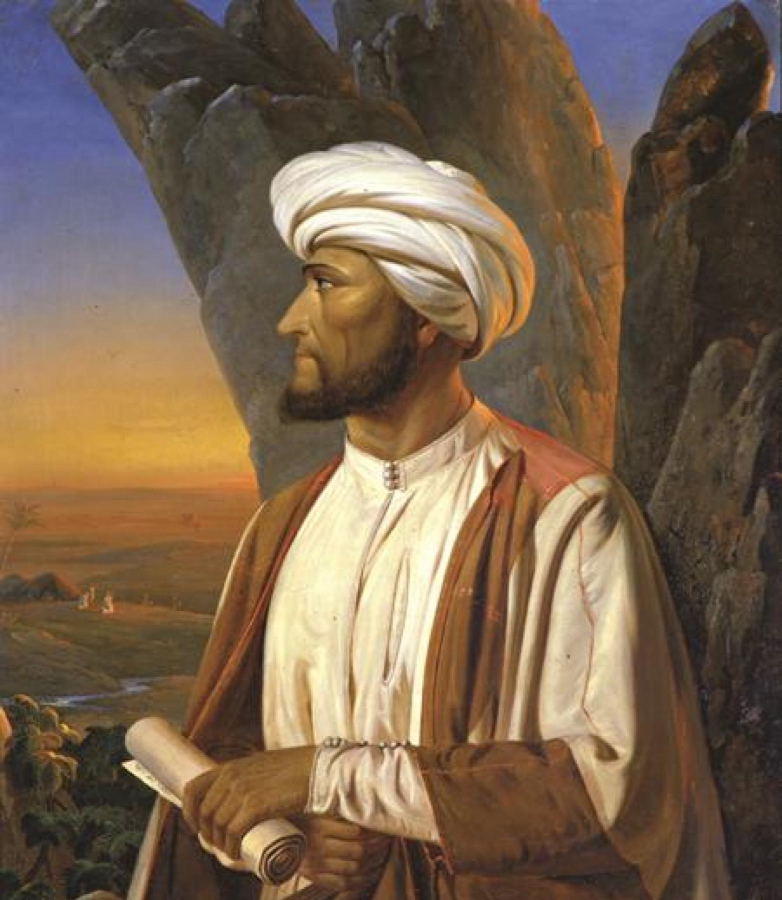
Georg August Wallin

Georg August Wallin (* 24. Oktober 1811 in Sund auf Åland; † 23. Oktober 1852 in Helsinki) war ein finnischer Orientalist und Forschungsreisender.
Seine Eltern waren Kanzleivorsteher Israel Wallin von Kumlinge und Johanna Maria Ahrenberg von Eckerö. Die Familie zog 1817 nach Turku um, als der Vater zum Kanzleivorstand für die Provinz Turku-Pori ernannt wurde.
Im Jahre 1829 begann der 18-jährige Georg August Wallin das Studium der orientalischen Sprachen an der Universität Helsinki. Den Magisterabschluss erlangte er 1836, und drei Jahre später fuhr er nach Sankt Petersburg, wo er den ägyptischen Scheich Muhammad Sayyad al-Tantawi traf. Dessen Geschichten inspirierten Wallin zu seiner ersten Forschungsreise nach Ägypten.
Sechs Jahre blieb er dort und durchquerte die Arabisch sprechende Welt. Um Akzeptanz und Zugang zu den Menschen und Plätzen zu bekommen, präsentierte er sich als Muslim Abd-al-Wali, ein russischer Untertan aus Zentralasien. Wallin hatte auch kein typisch nordisches Aussehen. Sein dunkles Haar und seine braunen Augen in Kombination mit seinen Sprachkenntnissen waren ihm eine Hilfe. Während seines Aufenthaltes in der arabischen Welt schrieb er Tagebücher und Briefe. Aufgrund seines frühen Todes ist aber nur ein Bruchteil seiner Reiseberichte veröffentlicht worden. Ab 2010 wird aber eine Serie mit Wallins Berichten durch die Schwedische Literaturgesellschaft in Finnland herausgegeben. Wallin war sehr sprachkundig und schrieb seine Texte auf Arabisch, Deutsch, Latein, Französisch, Englisch und Schwedisch.
Bisher ist Wallin in der Geschichtsschreibung wenig beachtet worden, obwohl er, zusammen mit zwei anderen Arabien-Reisenden des 19. Jahrhunderts, Jean Louis Burckhardt und Charles Montagu Doughty, sowie mit Wilfred Thesiger im 20. Jahrhundert, als einer der bedeutendsten Entdecker auf der arabischen Halbinsel gilt.
Wallin reiste von 1843 bis 1849 ununterbrochen in Ägypten, Arabien, Persien und Syrien, kehrte 1849 nach Europa zurück und wurde 1850 zum Professor der orientalischen Sprachen an der Universität zu Helsinki ernannt; er starb in Helsinki am 23. Oktober 1852. Seine Reiseberichte aus dem Orient gab S. G. Elmgren in den 1860er Jahren heraus. Die gesammelte Schriften Wallins kamen in 2010–2017 als Skrifter auf Schwedisch heraus.

## Werke (Auswahl)
- Probe aus einer Anthologie neuarabischer Gesänge, in der Wüste gesammelt. In: Zeitschrift der Deutschen Morgenländischen Gesellschaft, Band 5. 1851. S. 1–23 (Digitalisat).
- Probe aus einer Anthologie neuarabischer Gesänge, in der Wüste gesammelt (Fortsetzung). In: Zeitschrift der Deutschen Morgenländischen Gesellschaft, Band 6. 1852. S. 190–218 (Digitalisat).
- Probe aus einer Anthologie neuarabischer Gesänge, in der Wüste gesammelt (Fortsetzung). In: Zeitschrift der Deutschen Morgenländischen Gesellschaft, Band 6. 1852. S. 369–378 (Digitalisat).
- Ueber die Laute des Arabischen und ihre Bezeichnung. In: Zeitschrift der Deutschen Morgenländischen Gesellschaft, Band 9. 1855. S. 1–69 (Digitalisat).
- Ueber die Laute des Arabischen und ihre Bezeichnung. In: Zeitschrift der Deutschen Morgenländischen Gesellschaft, Band 12. 1858. S. 599–665 (Digitalisat).
- Bemerkungen über die Sprache der Beduinen: auf Veranlassung des Aufsatzes von E. W. Lane: "Ueber die Aussprache der arabischen Vocale" u.s.w. In: Zeitschrift der Deutschen Morgenländischen Gesellschaft, Band 12. 1858. S. 666–675 (Digitalisat).
- Georg August Wallins Reseanteckningar från Orienten, åren 1843–1849: Dagbok och bref. Efter resandens död utgifna af S. G. Elmgren. Helsingfors 1864–1866.
- Reisen in Arabien 1845–1848. Hrsg. und übers. von Uwe Pfullmann. Berlin 2004, ISBN 3-89626-401-X.
- William R. Mead: G. A. Wallin and the Royal Geographical Society. Studia Orientalia 23, 1958.
- Georg Wallin, reprinted in Travels in Arabia, New York: Oleander Press, 1979:
  - Notes taken during a Journey through part of Northern Arabia, Journal of the Royal Geographical Society 20, 1851.
  - Narrative of a Journey from Cairo to Medina and Mecca, Journal of the Royal Asiatic Society 24, 1854.
  - Narrative of a Journey from Cairo to Jerusalem, Journal of the Royal Geographical Society 25, 1855.
- Skrifter 1–7. Hrsg. von Kaj Öhrnberg, Patricia Berg und Kira Pihlflyckt. Svenska litteratursällskapet i Finland, Helsingfors. 2010–2017. ISSN 0039-6842
  - Georg August Wallin: Skrifter 1 : Studieåren och resan till Alexandria (= Skrifter utgivna av Svenska litteratursällskapet i Finland, Wallins Skrifter). Svenska litteratursällskapet i Finland, Helsinki 2010 (schwedisch).
  - Georg August Wallin: Skrifter 2 : Det första året i Egypten 1843–1844 (= Skrifter utgivna av Svenska litteratursällskapet i Finland, Wallins Skrifter). Svenska litteratursällskapet i Finland, Helsinki 2011 (schwedisch).
  - Georg August Wallin: Skrifter 3 : Kairo och resan till Övre Egypten 1844–1845 (= Skrifter utgivna av Svenska litteratursällskapet i Finland, Wallins Skrifter). Svenska litteratursällskapet i Finland, Helsinki 2012 (schwedisch).
  - Georg August Wallin: Skrifter 4 : Färderna till Mekka och Jerusalem 1845–1847 (= Skrifter utgivna av Svenska litteratursällskapet i Finland, Wallins Skrifter). Svenska litteratursällskapet i Finland, Helsinki 2013 (schwedisch).
  - Georg August Wallin: Skrifter 5 : Norra Arabiska halvön och Persien 1847–1849 (= Skrifter utgivna av Svenska litteratursällskapet i Finland, Wallins Skrifter). Svenska litteratursällskapet i Finland, Helsinki 2014 (schwedisch).
  - Georg August Wallin: Skrifter 6 : Resan hem via London 1849–1850 (= Skrifter utgivna av Svenska litteratursällskapet i Finland, Wallins Skrifter). Svenska litteratursällskapet i Finland, Helsinki 2015 (schwedisch).
  - Georg August Wallin: Skrifter 7 : Professorsåren i Helsingfors 1850–1852 (= Skrifter utgivna av Svenska litteratursällskapet i Finland, Wallins Skrifter). Svenska litteratursällskapet i Finland, Helsinki 2016 (schwedisch).